# 烏卡亞利河
烏卡亞利河（西班牙語：Río Ucayali）位於秘魯東部，是秘魯第一長河，也是亞馬遜河的主源，主要由發源自秘魯南部安地斯山脈的烏魯班巴河與坦博河匯流而成。河道全長1,771公里:21，流經洛雷托大區和以此河為名的烏卡亞利大區，並於伊基多斯西南方約80公里處與馬拉尼翁河一同注入亞馬遜河。